# هل تستطيع خبز فطيرة الكرز (فيلم)
هل تستطيع خبز فطيرة الكرز؟ (بالإنجليزية: Can She Bake a Cherry Pie?) فيلم كوميدي أمريكي من إخراج هنري جاجلوم عام 1983. عُرض في قسم "نظرة ما" بمهرجان كان السينمائي عام 1983. تدور أحداث الفيلم في حي مانهاتن بمدينة نيويورك، وقد صُوّر هناك. وحظى بآراء متباينة عند عرضه.

## القصة
زي، موسيقية في منتصف العمر هجرها زوجها، تذهب إلى مقهى في مانهاتن حيث تطلب قسم الحلويات بأكمله وهي تبكي. يلاحظ إيلي، وهو أخصائي اجتماعي مطلق في منتصف العمر، ذلك فيقترب منها ويبدأ معها محادثةً ليُخفف عنها. يبدأ الاثنان لاحقًا علاقة، لكن هذه العلاقة تشوبها مشاكل كالغيرة وانعدام الثقة والخوف من الزواج. تتحسن الأمور ويصبحان زوجين سعيدين، على الرغم من بعض المواقف الغريبة، مثل استخدام إيلي لجهاز لقياس معدل ضربات قلبه أثناء العلاقة الحميمة، وتعلقه بالمقلوب في الخزانة.

## الممثلون
- كارين بلاك في دور زي
- مايكل إميل في دور إيلي
- مايكل مارغوتا في دور لاري
- فرانسيس فيشر بدور لويز

## الإنتاج
صور فيلم "هل تستطيع خبز فطيرة الكرز؟" في الجانب الغربي الشمالي العلوي من مانهاتن، في مواقع ضمن دائرة نصف قطرها 10 مبانٍ من المتحف الأمريكي للتاريخ الطبيعي. بعض الأماكن في المنطقة لم تعد موجودة بعد الآن. اعتمد صناع الفيلم على حركة المشاة المنتظمة لخلفيات المشاهد، بدلاً من توظيف ممثلين إضافيين.
قامت كارين بلاك، التي تلعب دور زي، بتأليف موسيقى الفيلم. وشارك بدور الكاميو أورسن ويلز في دور الساحر لاري ديفيد صديق إيلي.
يأتي عنوان الفيلم من كلمات الأغنية الشعبية "بيلي بوي".

## الإطلاق
إصدر الفيلم في الأصل في مهرجان كان السينمائي عام 1983 في قسم نظرة ما. ثم عرض لاحقًا في دار سينما واحد فقط في نيويورك، وهي سينما شارع بليهاوس الـ68. إصدر على VHS بمفرده و إصدر على DVD كجزء من مجموعة هنري جاجلوم المجلد 2: الكوميديا، إلى جانب أفلام بطات جالسات و يوم السنة الجديدة. عرض الفيلم على شاشة عريضة وكانت الميزات الخاصة الوحيدة للفيلم عبارة عن مقطورات.

## الاستقبال
كانت ردود الفعل النقدية متباينة. كتب الناقد السينمائي ديفيد تومسون:
فيلم " فطيرة الكرز" فيلمٌ للممثلين، إذ ينبع من شخصياتهم. إنه فيلمٌ حرٌّ وغير متوقع كالحياة، ولكنه مُصمّمٌ وذكيٌّ كقصةٍ قصيرةٍ عظيمة. في الحقيقة، إنه نوعٌ جديدٌ من الأفلام، يتناول الحب، والكلام، والسعادة والفشل، والتمثيل والتحدث، ونيويورك وكارين بلاك، وكيف يُمكن لجرعةٍ من موقفٍ ما، وممثلين بارعين، أن تُبنى صورةً آسرةً وحيويةً... فيلم "فطيرة الكرز" فيلمٌ فريدٌ من نوعه، لا يُنسى، وجريء، وقد يكون الفيلمَ المفاجئَ لهذا العام. يُظهر لنا الفيلمُ أنه لا تزال هناك فرصةٌ للسحرِ الواثقِ والمُلهم في الأفلام.
وصف أحد مراجعي صحيفة صن سنتينل الفيلم بأنه "مُحبب". وجاء في مراجعة في دليل TLA للأفلام والفيديوهات وأقراص الفيديو الرقمية 2002-2003: "تلتقي العاطفة الخالصة بالمنطق الخالص، والنتيجة ثنائي ساحر بشكل غريب". من ناحية أخرى، وصفت مجلة بيبول الحبكة بأنها "عشوائية" وغير متماسكة. وجاء في مراجعة في دليل التلفزيون: "الأداء الجيد لا يكفي لإنقاذ هذا الفيلم، حيث تمتد بعض المشاهد أكثر من اللازم، مما يجعل اللحظات المضحكة نادرة ومتباعدة".
حصل الفيلم على نجمتين ونصف في كتاب أفلام خارج هوليوود. ويعتبر أحد أفلام جاجلوم الأكثر نجاحًا.

## روابط خارجية
- هل تستطيع خبز فطيرة الكرز؟ على موقع IMDb (الإنجليزية)
- هل تستطيع خبز فطيرة الكرز؟ على موقع روتن توميتوز (الإنجليزية)
- هل تستطيع خبز فطيرة الكرز؟ على موقع Turner Classic Movies (الإنجليزية)
- هل تستطيع خبز فطيرة الكرز؟ على موقع أول موفي (الإنجليزية)
- هل تستطيع خبز فطيرة الكرز؟ على موقع فيلمافينيتي (الإسبانية)
- هل تستطيع خبز فطيرة الكرز؟ على موقع قاعدة بيانات الأفلام السويدية (السويدية)
- هل تستطيع خبز فطيرة الكرز؟ على موقع قاعدة بيانات الفيلم (الإنجليزية)
- هل تستطيع خبز فطيرة الكرز؟ على موقع ليتربوكسد (الإنجليزية)
- هل تستطيع خبز فطيرة الكرز؟ على موقع كينوبويسك (الروسية)